# Lac de Flourens
Le lac de Flourens est un lac situé sur la commune de Flourens, proche de Toulouse dans la Haute-Garonne (région Occitanie).

## Géographie
Lac d'une superficie de 7 hectares qui se situe dans la banlieue est de Toulouse.

### Hydrographie
Le lac a pour émissaire le ruisseau de Garbose un affluent de la Seillonne.

## Histoire
Lac collinaire créé en 1966 pour l'irrigation, mais qui n'a jamais été utilisé pour l'irrigation. Il est devenu un lac agrément pour la pêche. Puis d'activités touristiques.
En 2004 les plongeurs de la gendarmerie explorent le lac dans l'affaire Patrice Alègre.

## Activités touristiques
Le lac est aménagé pour la pêche sportive ou de détente, planche à voile, sentier pédestre et botanique, parcours santé,

## Protection
Le sentier botanique L'arbre à portée de mains créé en 2008 avec le soutien de la fondation Nicolas Hulot.

### Flore
Alisier torminal, chêne pédonculé, érable, frêne commun, merisier, orme champêtre, peuplier noir, poirier, tilleul, aubépine, cornouiller sanguin, fusain, prunelier, sureau noir, troène, viorne lantane, 

### Faune
Carpe, brochet, ablette, barbeau, 

### Articles externes
- Carte topographique du « lac Vert à l'échelle 1:100000 » sur Géoportail (consulté le 13 février 2021).
- Réhabilitation de l'écosystème